# 구면기하학

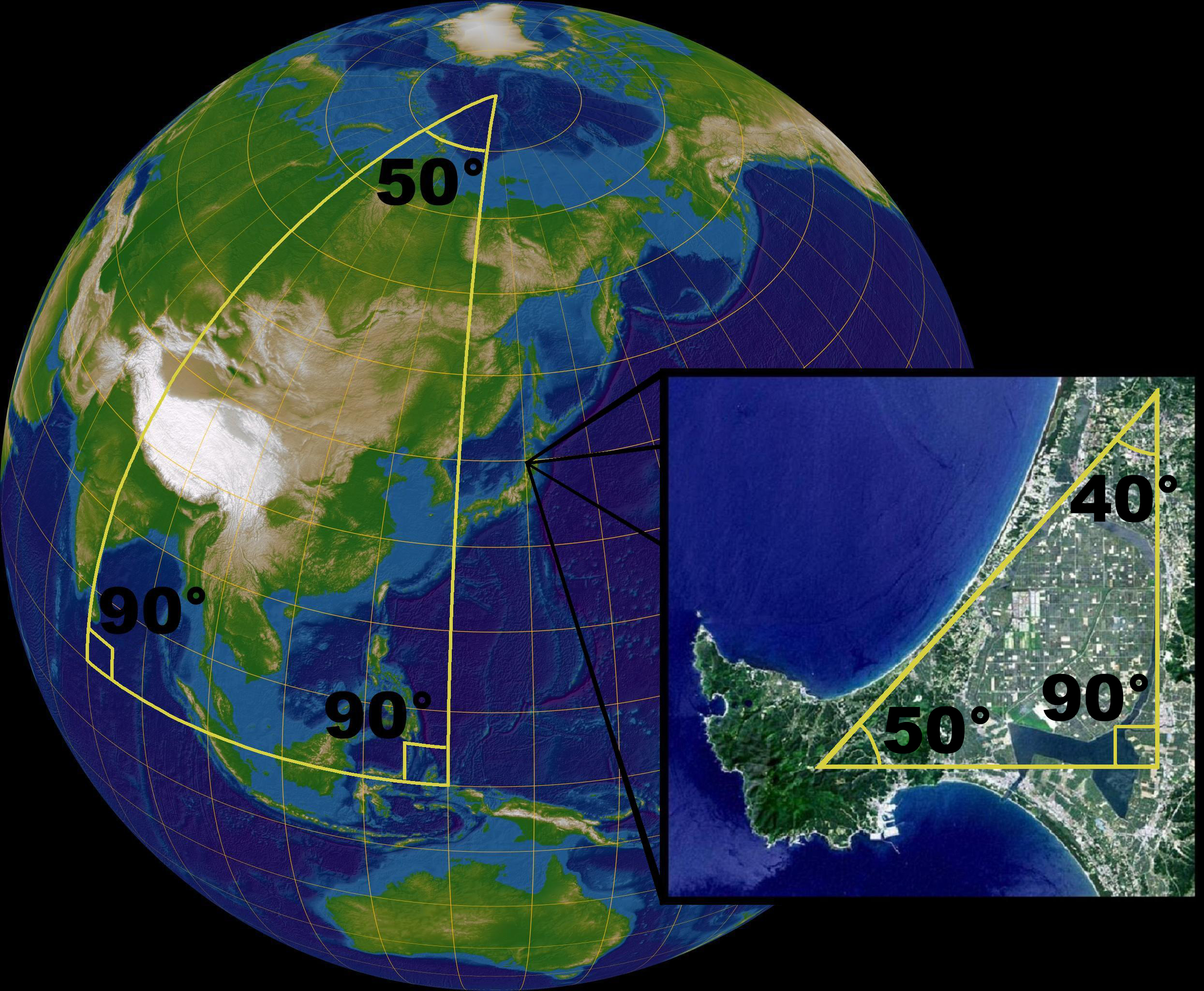
구면(球面)에서 삼각의 합은 180°가 아니다. 구면은 유클리드 공간이 아니지만 아주 작은 공간에 대해서는 유클리드 기하학으로 좋은 근사치를 계산 할 수 있다. 지구 표면의 조그마한 삼각형에서 각들의 합은 거의 180에 가깝다. 구의 표면은 2차원 지도로 표현할 수 있다. 그러므로 이것은 2차원 다양체이다.

구면기하학(球面幾何學, 영어: spherical geometry)은 2차원 표면의 구의 기하학이다. 유클리드 기하학이 아닌 기하학의 한 예이다. 구면기하학의 원칙을 실용화한 것으로는 항법과 천문학이 있다.
현재는 비유클리드 기하학으로 분류되는 타원기하학의 특수한 경우로 알려져 있다. 그리고 리만 기하학(Riemannian geometry)의 별칭으로 쓰일 때도 있다. 그것은 공리계(公理系)가 구면 위의 기하학과 동등하기 때문이다.

## 정의
- 구면의 표면 위의 점을 점이라 한다.
- 구의 대원을 직선이라 한다.
- 점을 지나는 직선은 그 두 점이 구의 중심에 대해 대칭되는 위치에 있지 않는 한 하나로 정해진다.
- 두 대원이 만나는 각도를 두 직선의 각도라 한다.

## 성질
- 모든 서로 다른 두 직선은 두 점에서 만난다.
- 삼각형의 내각의 합이 항상 180도 보다 크고 540도보다 작다.
- 같은 구면 위에 있는 삼각형의 면적비는, 내각의 합에서 180도를 뺀 것의 비이다. (예를 들어, 내각의 합이 190도인 삼각형과 내각의 합이 200도 인 삼각형의 면적비는(190-180):(200-180)=10:20=1:2이다.)
- 같은 구면 위에는 합동을 제외한 닮음은 존재하지 않는다. (세 각이 같은 경우, 내각의 합이 같아 면적이 같다.)
- 구면 기하학에서는 유클리드 기하학에 없는 일각형과 이각형이 존재한다.

## 같이 보기
- 유클리드 기하학
- 비유클리드 기하학
  - 타원기하학
    - 구면기하학

  - 쌍곡기하학
- 리만 기하학
- 미분기하학
- 구면삼각법